# Cristal (formație)
Cristal este o formație românească de muzică rock, înființată în cadrul Casei de Cultură a Studenților din Galați în anul 1967, de către instrumentistul și compozitorul Puiu Crețu.

## Componențe
Inițial, formația a fost compusă din următorii muzicieni:
- Puiu Crețu – pian, orgă electronică, vocal, lider
- Nicolae (Bebe) Hoștiuc – chitară, vocal
- Niki Niculas – chitară
- Sandu Pascu – chitară bas
- Anghel Drăguș-Angheluș – baterie

Ulterior, componența trupei a devenit următoarea:
- Vasile Șeicaru – solist vocal
- Vasile (Lili) Spătaru – flaut
- Marcel Stancu – chitară
- Monica Lazăr – voce
- Gabriela Gheorghiu – voce
- Tiberiu Cazan – chitară bas
- Gigi Arcuș – chitară bas (colaborator)
- Carol Pavel – chitară (colaborator)
- Florentina Mintuta – voce jazz (colaborator)
- Norman Lamwu (?)

Trupa și-a încheiat activitatea în anul 2003, odată cu dispariția lui Puiu Crețu. Pe 19 septembrie 2014, formația Cristal s-a reactivat, realizând un concert la Clubul „Teatris” din Galați, cu prilejul lansării noului album. Noua formulă a trupei este următoarea:
- Tiberiu Cazan – chitară bas, voce
- Gheorghe Antistescu – voce
- Valeri Băran – trombon
- Marian Cucu – trompetă
- Petrică Șovăială – claviaturi
- Mihai Susma – chitară
- Georgel Roșca – baterie
- Viorel Ionașcu – saxofon

## Discografie
Formația Cristal a apărut cu câte o piesă pe primele patru volume ale seriei de discuri Formații rock (intitulată Formații de muzică pop pentru primele trei LP-uri), editată de casa de discuri Electrecord:
- „Clipa de aur” (muzică și text: Puiu Crețu) — Formații de muzică pop 1 (1975)
- „Omule” (muzică și text: Tiberiu Cazan) — Formații de muzică pop 2 (1976)
- „Limba noastră” (muzică: Puiu Crețu, text: Cicerone Theodorescu) — Formații de muzică pop 3 (1979)
- „Obârșii” (muzică: Puiu Crețu, text: Nina Cassian) — Formații rock 4 (1980)

Ulterior formația a scos două materiale discografice proprii, tot la Electrecord:
- April / Pentru când va fi (disc single, 7", 1980, serie de catalog: 45-EDC-10.691)
- Cristal (disc LP cu zece piese, 12", 1984, serie de catalog: ST-EDE 02647)

De asemenea, grupul Cristal apare cu piese și pe alte compilații:
- „O rază” (muzică: Puiu Crețu, text: Octavian Goga) — Costinești Rock (1988)
- „April” (muzică: Puiu Crețu, text: Tudor Arghezi) — The Best of Club A (1999)

## Legături externe
- Pagina formației Cristal pe Discogs